# Turnberry Towers
Les Turnberry Towers sont un ensemble de gratte-ciel résidentiel (condominium) de 138 mètres de hauteur construit à Las Vegas au Nevada aux États-Unis en 2007 et 2008. Chaque tour comprend 318 logements.
Les deux tours jumelles sont : 
- Turnberry Towers East Tower, achevée en 2007
- Turnberry Towers West Tower, achevée en 2008

Lors de la construction de la East Tower les deux premiers étages s'effondrèrent en octobre 2005, blessant 7 ouvriers.
L'architecte est Swedroe Architecture